# Ngenye
Ngenye (ou Ngenje, Nguenie) est une localité du Cameroun, située dans l'arrondissement de Mundemba, le département du Ndian et la Région du Sud-Ouest.

## Population
La localité comptait 48 habitants en 1953, 184 en 1968-1969, 103 en 1972, principalement des Bima du groupe Oroko.
Lors du recensement national de 2005, Ngenye comptait 92 habitants.